# Superisligaen 2011/2012
Sezóna 2011/2012 byla 55. sezónou Dánské ligy. Liga byla rozšířena z 8 na 9 týmů. Nováčkem se stal vítěz 1. divize - Herlev Eagles. Tým Totempo HvIK se přejmenoval na Copenhagen Hockey. Mistrem se stal tým Herning Blue Fox.

## Základní část
| Vysvětlivky                             |
| --------------------------------------- |
| Tým postupující do čtvrtfinále play off |

| Poř. | Tým                       | Z  | V  | VP | PP | P  | VG  | IG  | B  |
| ---- | ------------------------- | -- | -- | -- | -- | -- | --- | --- | -- |
| 1.   | SønderjyskE Ishockey      | 40 | 28 | 3  | 2  | 7  | 147 | 73  | 92 |
| 2.   | Odense Bulldogs           | 40 | 23 | 4  | 1  | 12 | 127 | 109 | 78 |
| 3.   | Herning Blue Fox          | 40 | 23 | 2  | 1  | 14 | 134 | 95  | 74 |
| 4.   | Rødovre Mighty Bulls      | 40 | 18 | 6  | 1  | 15 | 119 | 109 | 67 |
| 5.   | Aalborg Pirates           | 40 | 17 | 3  | 4  | 16 | 122 | 116 | 61 |
| 6.   | Herlev Eagles             | 40 | 11 | 6  | 4  | 19 | 103 | 121 | 49 |
| 7.   | Frederikshavn White Hawks | 40 | 11 | 3  | 7  | 19 | 97  | 128 | 46 |
| 8.   | EfB Ishockey              | 40 | 12 | 3  | 3  | 22 | 108 | 140 | 45 |
| 9.   | Copenhagen Hockey         | 40 | 5  | 2  | 9  | 24 | 92  | 158 | 28 |

## Play off
Pozn. Nejlépe umístěné týmy po základní části si svého soupeře pro čtvrtfinále mohly vybrat. Jako první volil vítěz základní části a měl na výběr z týmů na 5. až 8. pozici, po něm volil druhý tým, atd.

### Čtvrtfinále
- SønderjyskE Ishockey - Herlev Eagles 4:0 na zápasy (3:0, 4:3 PP, 6:2, 4:1)
- Odense Bulldogs - Frederikshavn White Hawks 4:0 na zápasy (5:1, 3:1, 5:4 PP, 4:3)
- Herning Blue Fox - EfB Ishockey 4:1 na zápasy (4:1, 3:1, 3:1, 1:2, 5:4)
- Rødovre Mighty Bulls - Aalborg Pirates 3:4 na zápasy (3:0, 4:6, 3:6, 3:2, 0:2, 3:1, 1:3)

### Semifinále
- SønderjyskE Ishockey - Herning Blue Fox 1:4 na zápasy (1:2, 2:3, 2:0, 1:2, 1:2)
- Odense Bulldogs - Aalborg Pirates 4:0 na zápasy (3:1, 3:2, 3:2, 5:3)

### O 3. místo
- SønderjyskE Ishockey - Aalborg Pirates 3:0, 3:0 (hráno systémem doma a venku)

### Finále
- Odense Bulldogs - Herning Blue Fox 3:4 na zápasy (2:0, 3:2, 1:8, 2:1, 0:2, 0:3, 0:4)